# Athose
Athose är en kommun i departementet Doubs i regionen Bourgogne-Franche-Comté i östra Frankrike. Kommunen ligger i kantonen Vercel-Villedieu-le-Camp som tillhör arrondissementet Pontarlier. År 2018 hade Athose 206 invånare.

## Befolkningsutveckling
Antalet invånare i kommunen Athose
Referens:INSEE